# Shenyang J-31
Shenyang J-31 je čínský stíhací letoun 5. generace s charakteristikami stealth, vyvíjený společností Shenyang Aircraft Corporation (SAC). K prvnímu vzletu prototypu (technologického demonstrátoru) došlo 31. října 2012.

## Vývoj
V září 2012 se objevily první zřetelné záběry letounu J-31 na továrním letišti společnosti SAC, o měsíc později se prototyp poprvé vznesl do vzduchu. Označení J-31 bylo odvozeno z trupového čísla 31001, které se ovšem vztahuje k vývojovému programu Projekt 310. V této době nebylo známo, zda bude tento letoun zaveden do výzbroje Letectvo Čínské lidové osvobozenecké armády, případně jestli se jedná o primárně exportní typ čínské korporace AVIC.

## Popis
Ve srovnání s typem Chengdu J-20 je J-31 menší a velikostí se blíží ruským letounům MiG-29 a MiG-35. Letoun je poháněn dvěma proudovými pohonnými jednotkami Klimov RD-93, které vycházejí z motorů RD-33 určených pro typovou řadu MiG-29. Výkon motorů RD-93 se pohybuje okolo 49,9 kN (maximální tah bez přídavného spalování), s forsáží 81,3 kN. Pro sériové letouny mohou být využity vylepšené ruské motory RD-93MA nebo vyvíjené čínské jednotky WS-13. Konstrukční řešení typu J-31 se vyznačuje klasickým uspořádáním nosných ploch a vstupy vzduchu umístěnými na bocích trupu s technologií DSI (Divertless Supersonic Inlet). Výzbroj je nesena ve vnitřní zbraňové šachtě na spodní části trupu.

## FC-31

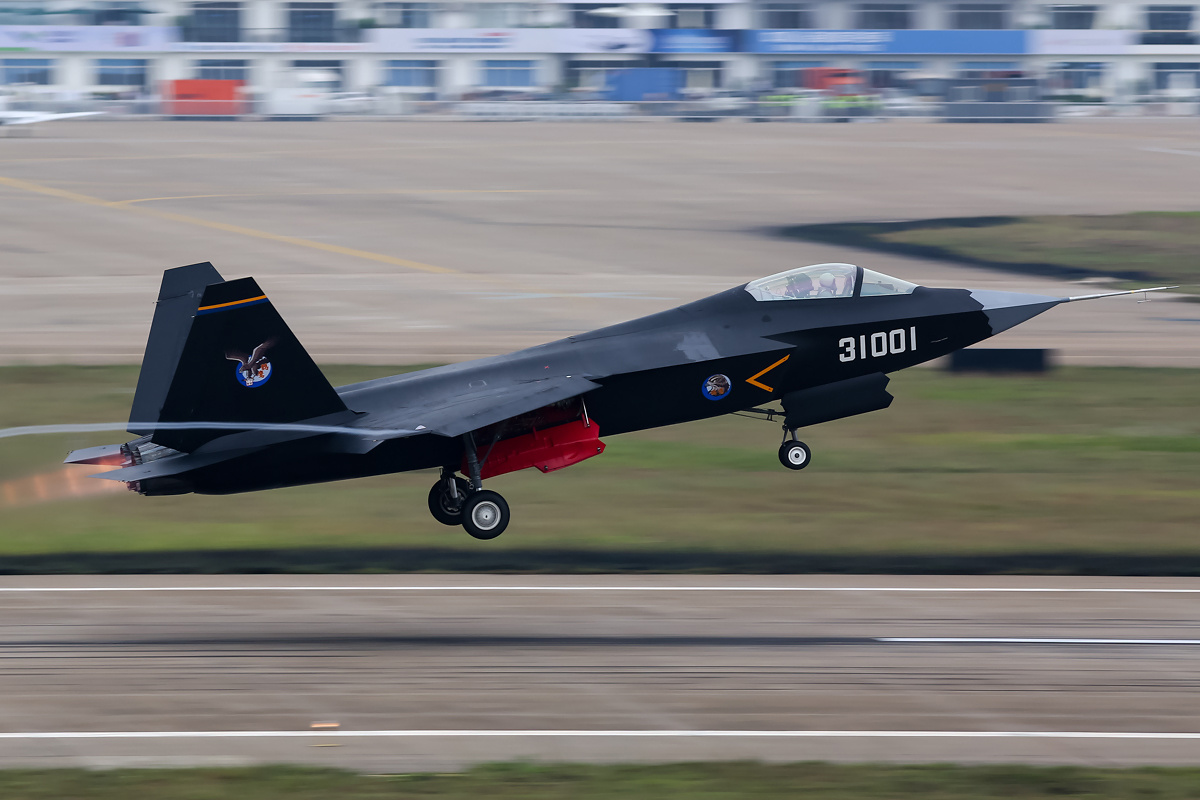
Technologický demonstrátor FC-31 na Airshow China 2014

Na aerosalonu Airshow China 2014 ve městě Ču-chaj byl poprvé oficiálně představen demonstrátor letounu s označením Shenyang FC-31, který je vyvíjen jako exportní produkt korporace AVIC. Označení letounu, FC-31 (tj. Fighter China), odkazuje na čínsko-pákistánský letoun JF-17/FC-1. Předchozí domněnky o pojmenování letounu, J-31 nebo J-21, se nepotvrdily. Sériové provedení letounu FC-31 se také bude v některých aspektech odlišovat od technologického demonstrátoru s trupovým číslem 31001. Dojde například k úpravě ocasních ploch, křídla či pilotní kabiny a objemnější trup s větší zásobou paliva bude obsahovat vnitřní zbraňové šachty pro čtyři protiletadlové řízené střely středního doletu. Použití motorů Klimov RD-93 ruské výroby u letounu FC-31 bylo potvrzeno Sergejem Korněvem z vývozní agentury Rosobonexport, nicméně spekulace o přímém zapojení společností z Ruské federace (například RSK MiG) do vývoje FC-31 ruská strana popřela.

## Export
O nákupu 30 až 40 letounů FC-31 již údajně vyjednává Pákistán, který je zároveň provozovatelem typu JF-17/FC-1. Zájem o zbraně čínské provenience je v poslední době také ve státech jihovýchodní Asie, subsaharské Afriky či Perského zálivu. V případě úspěšného dokončení vývoje a zahájení výroby by se FC-31 mohl na světových trzích stát konkurentem amerického letounu Lockheed Martin F-35 Lightning II. Prozatím ale není známo, zda o FC-31 jeví zájem také Letectvo ČLOA nebo letectvo námořnictvo ČLOA pro své nové letadlové lodě.

## Hlavní technické údaje
- Rozpětí: 11,50 m
- Délka: 17,30 m
- Výška: 4,80 m
- Vzletová hmotnost: 28 000 kg
- Maximální rychlost: M=1,8
- Praktický dostup: 16 000 m
- Operační rádius: 1250 km

#### Podobná letadla
- Lockheed Martin F-35 Lightning II
- Lockheed Martin/Boeing F-22 Raptor
- Suchoj T-50